# Rio Grijalva
O rio Grijalva é um rio do sul do México. Baptizado em honra de Juan de Grijalva que visitou esta região em 1518. Nasce em Chiapas e atravessa Tabasco após passar pelo Desfiladeiro del Sumidero.